# Niccolò Rinaldi
Niccolò Rinaldi (né le 3 décembre 1962 à Florence) est un homme politique italien, député européen depuis juin 2009, avec l'appui de l'Italie des valeurs, dont il est le chef de délégation au Parlement européen. En 2014, il choisit Choix européen et n'est pas réélu.